# A prima vista
A prima vista (italienska för 'vid första anblicken') är en musikalisk term. Den innebär att man spelar eller sjunger efter noter som man inte tidigare sett. Förmågan att spela eller sjunga a prima vista testas ofta vid intagningsprov till musikutbildningar, orkestrar eller körer. Termen förkortas ibland till "a vista" eller "prima vista".
Det finns flera exempel på musikspel som testar spelarens förmåga att spela a vista.